# Mondenii
Mondenii este un serial de parodie în care cinci actori intră în pielea personajelor mondene din România. Cei 4 actori au fost la început Mirela Zeța, Andreea Grămoșteanu, Mihai Bendeac si Dragoș Stoica. În acest moment echipa de actori este formată din Mirela Zeța, Andreea Grămoșteanu, Angel Popescu, Alexandru Bogdan și Bogdan Cotleț. Primul episod a fost difuzat de Prima TV pe 5 septembrie 2006. Este difuzat, de asemenea, în Statele Unite ale Americii (din 2007) și Italia (din 2008).

## Actori

### Actori principali

#### Andreea Grămoșteanu
Data nașterii: 30 octombrie 1978
Locul nașterii: Constanța
Personaje interpretate: Mihaela Rădulescu, Mihaela Tatu, Nikita, Romanița Iovan, Diana Munteanu, Monica Columbeanu, Adriana Bahmuțeanu, Mițura Arghezi, Urania, mama Oanei Zăvoranu, Sorina Saraban Giolgău, Ana Maria Mocanu, Alexandra Harra, Andreea Esca, Elena Băsescu, Mihaela Modorcea

#### Mirela Zeța
Data nașterii: 17 august 1982
Locul nașterii: București
Personaje interpretate: Andreea Marin Bănică, Elena Udrea, Dida Dragan, Simona Sensual, soacra lui Silviu Prigoană, Emonica, Daniela Gyorfi, Mihaela Cocuța, Magda Ciumac, Simona Pătruleasa, Loredana Chivu, Mioara Mantale, Priscila Țuțuianu Ciorogârla, Elena Ceaușescu, Oana Zăvoranu, Carmen Harra, Bianca Drăgușanu, Ana Maria Prodan, Raluca Bădulescu, Gabriela Modorcea
Notă: Părăsește grupul, semnând un contract cu Antena 1 în direct la emisiunea „În gura presei“ a lui Mircea Badea din data de 24 august 2009. Motivul plecării sale din grup: „Relația mea cu conducerea postului Prima Tv a fost, în mare masură, civilizată. Îmi pare rău însă că nu au folosit corespunzator și nu gestionat așa cum trebuia relația cu un om dotat cu un exces de energie.
Au mai existat și alte motive, printre care unul extrem de grav care m-a JIGNIT, m-a DEZAMĂGIT incredibil și m-a determinat să nu mai am niciun fel de remușcări în luarea acestei decizii dar n-are acum niciun rost să mai amintesc un lucru peste care încerc să trec și nu face cinste celui care a comis așa ceva. Sper nici să nu fiu pus vreodată în postura de a vorbi despre lucrul respectiv.“.

#### Mihai Bendeac
Data nașterii: 16 februarie 1983
Locul nașterii: București
Personaje interpretate: Traian Băsescu, Mircea Solcanu, Ștefan Bănică Junior, Marian Vanghelie, Naomi, Silviu Prigoană, Dan Diaconescu, Irinel Columbeanu, Adrian Iovan, Sile Cămătaru, Bănel Nicoliță, Dani Mocanu, Fernando de la Caransebeș, Cătălin Botezatu, Florin Piersic, Cătălin Radu Tănase, Adrian Mutu, Violeta Modorcea, Cătălin Moroșanu

#### Dragoș Stoica
Data nașterii: 6 octombrie 1971
Locul nașterii: București
Personaje interpretate:Gigi Becali, Corneliu Vadim Tudor, Ion Cristoiu, Emeric Ienei, Ion Iliescu, Nicolae Guță, Nicolae Ceaușescu
Notă: Părăsește grupul, fiind cooptat în grupul Divertis la Antena 1. Motivul plecării sale din grup: „Am avut mai multe nemulțumiri legate de anumite componente ale emisiunii. După părerea mea, emisiunea a luat-o pe o pantă vulgară, iar eu nu mă mai regăsesc în acest format“.

#### Angel Popescu
Data nașterii: 30 aprilie 1974
Locul nașterii: București
Personaje interpretate: Toate personajele interpretate de Dragoș Stoica plus Leonard Doroftei, Mircea Lucescu, Mircea Geoană, Cristian Tudor Popescu, Rică Răducanu, Claudiu Răducanu și Mitică Dragomir, Simona Trașcă
Nota: Debutul la „Mondenii“: 16 septembrie 2008. Absolvent al Facultății de Arte, a activat în grupul umoristic „Vouă“ și a participat la „Campionatul de comedie”.

### Alți actori

#### Virgil Ianțu
Data nașterii: 20 februarie 1971
Locul nașterii: Timișoara
Personaje interpretate: Profesorul de pian (rol episodic) și pe el însuși (în sezonul 5)

#### Răzvan Oprea
Data nașterii: 31 ianuarie 1979
Locul nașterii: București
Personaje interpretate: George Copos, Sorin Oprescu, Matteo și alte personaje.

#### Florin Lăzărescu
Data nașterii: 25 iunie 1982
Locul nașterii: București
Personaje interpretate: Nicolae Guță, Cabral Ibaka, Pepe și alte personaje.

#### Ionuț George Gavrilă
Data nașterii: 24 septembrie 1979
Locul nașterii: București
Personaje interpretate: Cătălin Zmărăndescu.

#### Vlad Gălățianu
Data nașterii: 21 octombrie 1985
Locul nașterii: București
Personaje interpretate: Connect-r, Ion Țiriac, Elevul Mirel și alte personaje.

#### Alexandru Bogdan
Data nașterii: 24 ianuarie 1986
Locul nașterii: Târgu Ocna
Personaje interpretate: Vadim Tudor, Traian Băsescu, Andreea Tonciu și alte personaje.

#### Andreea Samson
Data nașterii: 29 ianuarie 1982
Locul nașterii: București
Personaje interpretate: Roxy Manelista și alte personaje.

#### Andrei Mateiu
Data nașterii: 27 august 1982 
Locul nașterii: București
Personaje interpretate: Elevul Dorel, Dan Diaconescu, Ștefan Bănică Jr., Dani Oțil, Cristian Tănase și alte personaje.

#### Bogdan Cotleț
Data nașterii: 1 martie 1983
Locul nașterii: Suceava
Personaje interpretate: Sânziana Buruiană și alte personaje.  

## Episoade
Lista episoadelor din Mondenii

### Sezonul 1
Primul sezon a debutat pe 5 septembrie 2006, la 20:50 la Prima TV și a avut 26 episoade, fiecare a câte 30 de minute. Personajele cele mai prezente în sketch-urile celor patru actori au fost Andreea Marin Bănică, Ștefan Bănică Jr., Gigi Becali, Mihaela Tatu, Mihaela Rădulescu, Traian Băsescu, Elena Udrea, Marian Vanghelie, Adriana Bahmuțeanu și Silviu Prigoană.
| Nr. | Titlu                          | Difuzare           |
| --- | ------------------------------ | ------------------ |
| 1   | Vrem cu toți la Iri            | 5 septembrie 2006  |
| 2   | Becali și Miorița              | 12 septembrie 2006 |
| 3   | Andreea + Ștefan = Love        | 19 septembrie 2006 |
| 4   | Latino Lovers                  | 26 septembrie 2006 |
| 5   | Regele Manelelor               | 3 octombrie 2006   |
| 6   | ...care este                   | 10 octombrie 2006  |
| 7   | Tablourile din Zambaccian      | 17 octombrie 2006  |
| 8   | Showbiz                        | 24 octombrie 2006  |
| 9   | Transferul lui Bănel           | 31 octombrie 2006  |
| 10  | Dosariada                      | 7 noiembrie 2006   |
| 11  | Romeo și Julieta               | 14 noiembrie 2006  |
| 12  | Summit-ul Anglofoniei          | 21 noiembrie 2006  |
| 13  | Mari români și cărți de succes | 28 noiembrie 2006  |
| 14  | Marea Evadare                  | 5 decembrie 2006   |
| 15  | Bănel se însoară               | 12 decembrie 2006  |
| 16  | Decembrie '89                  | 12 decembrie 2006  |
| 17  | Vine Crăciunul                 | 19 decembrie 2006  |
| 18  | S-a furat Moș Crăciun          | 26 decembrie 2006  |
| 19  | Revelion Monden                | 31 decembrie 2006  |

### Sezonul 2
Al doilea sezon a debutat pe 13 septembrie 2007, la 21:00 la Prima TV. A avut 26 de episoade a câte 30 de minute fiecare. Au fost introduse personajele: Mircea Solcanu, Nikita, Diana Munteanu, Simona Sensual, Ionuț Dolănescu, Simona Pătruleasa și Andreea Esca, precum și rubricile: „Știri Mondene“, „Zodiac Monden“, „Bucătăria Mondenă“, „Teleshopping“ și „Te crezi mai prost decât un repetent de clasa 1?“
| Nr. | Titlu                    | Difuzare           |
| --- | ------------------------ | ------------------ |
| 1   | Becali și televiziunea   | 13 septembrie 2007 |
| 2   | Poveste de Mărțișor      | 20 septembrie 2007 |
| 3   | Război Mediatic          | 27 septembrie 2007 |
| 4   | Bebelușul Anului         | 4 octombrie 2007   |
| 5   | Partida de Vânătoare     | 11 octombrie 2007  |
| 6   | Probleme...care este     | 18 octombrie 2007  |
| 7   | Sondaje de Opinie        | 25 octombrie 2007  |
| 8   | Trădați în... Politică   | 1 noiembrie 2007   |
| 9   | Cum se educă fotbaliștii | 8 noiembrie 2007   |
| 10  | Pictură POST-MONDEN      | 15 noiembrie 2007  |
| 11  | Supereroi Mondeni        | 22 noiembrie 2007  |
| 12  | Mondeni sub Teroare      | 29 noiembrie 2007  |
| 13  | Fuga lui Bănel           | 6 decembrie 2007   |
| 14  | Sclava Personală         | 13 decembrie 2007  |
| 15  | Marele Meci              | 4 ianuarie 2008    |
| 16  | Bănel își caută perechea | 11 ianuarie 2008   |
| 17  | Marea Exorcizare         | 18 ianuarie 2008   |

### Sezonul 3
| Nr. | Titlu                    | Difuzare        |
| --- | ------------------------ | --------------- |
| 1   | Becali și Regina Angliei | 7 martie 2008   |
| 2   | La picnic                | 11 martie 2008  |
| 3   | Scandal în Paradis       | 18 martie 2008  |
| 4   | Maximus Junior           | 25 martie 2008  |
| 5   | Varicela Prezidențială   | 1 aprilie 2008  |
| 6   | O nimfă în Spume         | 8 aprilie 2008  |
| 7   | POPOneț Love Story       | 15 aprilie 2008 |
| 8   | Noul val muzical         | 22 aprilie 2008 |
| 9   | Gunoierii                | 29 aprilie 2008 |
| 10  | Petrecerea Surpriză      | 5 mai 2008      |
| 11  | La recrutare             | 12 mai 2008     |
| 12  | Crăciunul Mondenilor     | 19 mai 2008     |
| 13  | Revelionul Mondenilor    | 26 mai 2008     |

### Sezonul 4
| Nr. | Titlu                | Difuzare      |
| --- | -------------------- | ------------- |
| 1   | Mustățile Vulturului | 3 iunie 2008  |
| 2   | Poponeț Road Movie   | 10 iunie 2008 |
| 3   | Apocalispa           | 10 iunie 2008 |
| 4   | Oameni și Șoareci    | 17 iunie 2008 |
| 5   | Romanțioșii          | 17 iunie 2008 |
| 6   | Cămătarii Reloaded   | 23 iunie 2008 |
| 7   | Exorcistul           | 23 iunie 2008 |
| 8   | Nikita îndrăgostită  | 30 iunie 2008 |
| 9   | Șatra                | 30 iunie 2008 |
| 10  | Vanghelie la MISA    | 7 iulie 2008  |
| 11  | Râia Căprească       | 7 iulie 2008  |
| 12  | Bona soților Bănică  | 14 iulie 2008 |
| 13  | Nuntă țigănească     | 21 iulie 2008 |

### Sezonul 5
Al cincilea sezon „Mondenii“ a debutat pe 16 septembrie 2008 și a fost difuzat până în luna decembrie 2008. Au fost introduse personajele Leonard Doroftei, Cristian Tudor Popescu și Magda Ciumac.
| Nr. | Titlu                  | Difuzare           |
| --- | ---------------------- | ------------------ |
| 1   | Pofta Vine Mâncând     | 16 septembrie 2008 |
| 2   | EMO                    | 23 septembrie 2008 |
| 3   | Păpuși Mondene         | 30 septembrie 2008 |
| 4   | Vive la France!        | 7 octombrie 2008   |
| 5   | Olimpiada Mondenilor   | 14 octombrie 2008  |
| 6   | Șatra în Avion         | 21 octombrie 2008  |
| 7   | Nevroze Urbane         | 28 octombrie 2008  |
| 8   | Poarta Raiului         | 4 noiembrie 2008   |
| 9   | Sporturi Extreme       | 11 noiembrie 2008  |
| 10  | CORT TV                | 18 noiembrie 2008  |
| 11  | Trenule,mașină mică    | 25 noiembrie 2008  |
| 12  | Cocalari și Pițipoance | 2 decembrie 2008   |
| 13  | Nuduri Mondene         | 9 decembrie 2008   |

- Un al 14-lea episod, „Revelion cu Mondenii” a fost difuzat pe 31 decembrie, de Revelion, ca Episodul Pilot al serialului „Mondenii Show” (sezonul 6).

### Sezonul 6
Sezonul 6 din „Mondenii” a debutat pe 3 martie 2009, sub numele de „Mondenii Show”. Acesta este o ediție mai extinsă a serialului, ce se desfășoară într-un studio de televiziune. Este introdusă o rubrică nouă, Financiara Mondenă. Emisiunea este acompaniată și de numere muzicale. În sezonul 6 este reintrodus personajul Corneliu Vadim Tudor, interpretat de data acesta de Mihai Bendeac și Gigi Becali, interpretat de Angel Popescu. Este introdus Mircea Geoană interpretat de Angel Popescu și Giovanni Becali interpretat de Mihai Bendeac .

#### Numere muzicale
În fiecare episod al sezonului 6 s-au făcut câte două numere muzicale, excepție făcând episodul 9, în care al doilea număr muzical a fost înlocuit de emisiunea Dansez pentru mine, o parodie a emisiunii Dansez pentru tine.
| Nr. episod | Personaj                                                   | Melodie originală                       | Interpret original                    |
| ---------- | ---------------------------------------------------------- | --------------------------------------- | ------------------------------------- |
| 1.         | Naomi                                                      | Single Ladies (Put a Ring on It)        | Beyoncé                               |
| 1.         | Actorii                                                    | Give It 2 Me                            | Madonna                               |
| 2.         | Ștefan Bănică Jr., Andreea Marin Bănică, Mihaela Rădulescu | Potpuriu din filmul Grease              | John Travolta, Olivia Newton-John     |
| 2.         | Dida Drăgan                                                | Simply the best                         | Tina Turner                           |
| 3.         | Ion Dolănescu                                              | Without You                             | Mariah Carey                          |
| 3.         | Vrăjitoarea Samuela                                        | Tainted Love                            | Marilyn Manson                        |
| 4.         | Oana Zăvoranu, Pepe, Mariana Zăvoranu                      | Thriller, Beat It                       | Michael Jackson                       |
| 4.         | Mircea Solcanu                                             | I Kissed a Girl                         | Katy Perry                            |
| 5.         | Simona Sensual, Diana Munteanu                             | What You Waiting For?                   | Gwen Stefani                          |
| 5.         | Traian Băsescu, Mircea Geoană                              | In the navy, Rasputin, Not Gonna Get Us | The Village People, Boney M, T.A.T.U. |
| 6.         | Loredana                                                   | La Isla Bonita                          | Madonna                               |
| 6.         | Corneliu Vadim Tudor, Mitzura Arghezi                      | Poker Face                              | Lady Gaga                             |
| 7.         | Elena Udrea                                                | Circus                                  | Britney Spears                        |
| 7.         | Romeo Fantastik                                            | Everyway That I Can                     | Sertab Erener                         |
| 8.         | Silviu Prigoană, Adriana Bahmuțeanu                        | Hot N Cold                              | Katy Perry                            |
| 8.         | Gică Hagi                                                  | The Cup Of Life                         | Ricky Martin                          |
| 9.         | Ramona Bădescu                                             | The Boy Does Nothing                    | Alesha Dixon                          |
| 10.        | Indiggo                                                    | Stupid Girls                            | Pink                                  |
| 10.        | Mircea Lucescu                                             | Scatman                                 | Scatman John                          |
| 11.        | Bănel Nicoliță                                             | My Love                                 | Justin Timberlake                     |
| 11.        | Paula Seling, Fernado de la Caransebeș                     | Cry Cry, M-am căsătorit                 | Oceana, Fernado de la Caransebeș      |
| 12.        | Gigi Becali, Giovani Becali                                | Miorița                                 | Zdob și Zdub                          |
| 12.        | Nikita                                                     | Gangsta's Paradise                      | Coolio                                |
| 13.        | Marinela Nițu                                              | O sole mio                              | Luciano Pavarotti                     |
| 13.        | Romeo Fantastik                                            | They                                    | Jem                                   |

### Sezonul 7
Al șaptelea sezon din Mondenii a debutat la Prima TV, marți pe 6 octombrie 2009.

#### Numere muzicale
| Nr. episod | Personaj | Melodie originală            | Interpret original    |
| ---------- | --- | ---------------------------- | --------------------- |
| 1.         | Elena Udrea | I’m always here, Tu es Foutu | Jimi Jamison, In-Grid |
| 1.         | Nicolae Guță, Romeo Fantastik, Daniela Gyorfi, Roxy Manelista (Lady Roxy)                                                                                                  | Jai Ho                       | Pussycat Dolls        |
| 2.         | Mircea Geoană | Mr. Cellophane               | Chicago (musical)     |
| 2.         | Simona Sensual, Diana Munteanu | If U Seek Amy                | Britney Spears        |
| 3.         | Andreea Marin Bănică, Mihaela Rădulescu | Money, Money, Money          | ABBA                  |
| 4.         | Mitică Dragomir | Living Next Door to Alice    | Smokie                |
| 4.         | (mai mulți) | (mai multe)                  | Michael Jackson       |
| 5.         | Dan Diaconescu, Oana Zăvoranu, Ramona Bădescu | Hush, hush (I will survive)  | Pussycat dolls        |
| 5.         | Maria Dragomiroiu | Cine-a pus cârciuma-n drum   | Ileana Sărăroiu       |
| 6.         | Nicolae Guță, Dan Bursuc | Sacrifice                    | Elton John            |
| 7.         | Leonard Doroftei | We will rock you             | Queen                 |
| 8.         | Silviu Prigoană, Adriana Bahmuțeanu | Can't Take My Eyes off You   | Frankie Valli         |
| 8.         | Paula Seling | My Heart Will Go On          | Celine Dion           |
| 9.         | Nicolae Guță, Dan Bursuc, Romeo Fantastik, Daniela Gyorfi, Roxy Manelista (Lady Roxy)                                                                                      | We are the World             | Michael Jackson       |
| 9.         | Andreea Marin Bănică, Mihaela Rădulescu, Leonard Doroftei, Nicolae Guță, Sorin Oprescu, Corneliu Vadim Tudor, Roxy Manelista (Lady Roxy), Marian Nistor, Ștefan Bănică Jr. | Happy New Year               | ABBA                  |

### Sezonul 8
Sezonul 8 al emisiunii a debutat la Prima TV, joi, pe 4 martie 2010.

#### Numere muzicale
| Nr. episod | Personaj                                                 | Melodie originală                 | Interpret original       |
| ---------- | -------------------------------------------------------- | --------------------------------- | ------------------------ |
| 1.         | Daniela Gyorfi, Roxy Manelista (Lady Roxy)               | Ringa Ringa                       | Slumdog Millionaire      |
| 1.         | Nikita                                                   | You Can Leave Your Hat On         | Randy Newman             |
| 1.         | Cheloo                                                   | Daca aș fi pentru o zi președinte | Paraziții                |
| 2.         | Leonard Doroftei                                         |                                   |                          |
| 2.         | Nicolae Guță                                             | Supărat                           | Adi de la Vâlcea         |
| 3.         | Simona Sensual, Diana Munteanu                           | The Ketchup Song                  | Las Ketchup              |
| 4.         | Oana Zăvoranu, Adriana Bahmuțeanu                        | Wannabe                           | Spice Girls              |
| 4.         | Cheloo                                                   | Alcoolul este viața               | Paraziții                |
| 5.         | Gheorghe Hagi                                            | Obladi Oblada                     | The Beatles              |
| 5.         | Elena Udrea, Traian Băsescu                              | Parole, Parole                    | Mina, Alberto Lupo       |
| 6.         | Andreea Marin Bănică, Ștefan Bănică Jr.                  | Money                             | Liza Minnelli, Joel Grey |
| 6.         | 1Q Sapro                                                 | România, trezește-te!             | Moromeții                |
| 7.         | Silviu Prigoană                                          | Cancion del Mariachi              | Antonio Banderas         |
| 7.         | Mitzura Arghezi, Tina Turner, Andreea Marin Bănică       | Proud Mary                        | Tina Turner              |
| 8.         | Samuela                                                  | Bad                               | Michael Jackson          |
| 9.         | Bianca Drăgușanu                                         | Diva                              | Dana International       |
| 9.         | Gigi Becali                                              |                                   |                          |
| 10.        | Romeo Fantastik                                          | Volare                            | Luciano Pavarotti        |
| 11.        | Pachaman, Connect-R                                      | Același sânge                     | Pachaman                 |
| 11.        | Mihaela Rădulescu                                        | Give a bit of hmm to me           | Amanda Lear              |
| 12.        | Roxy Manelista, Daniela Gyorfy, Nicolae Guță, Dan Bursuc | Macarena                          | Los del Rio              |
| 13.        | BUG Mafia                                                | După blocuri                      | BUG Mafia                |